# Josef Hollenstein
Josef Hollenstein (* 19. März 1863 in Lustenau; † 23. September 1949 ebenda) war ein österreichischer Politiker (CSP) und Landwirt. Er war von 1919 bis 1923 Abgeordneter zum Vorarlberger Landtag und von 1919 bis 1927
Bürgermeister von Lustenau. 

## Ausbildung und Beruf
Hollenstein besuchte nach der Pflichtschule von 1888 bis 1890 das Lehrerseminar in Feldkirch und war in der Folge beruflich als Landwirt tätig. Er arbeitete ab 1886 für einige Jahre als Gemeindeschreiber und führte gemeinsam mit seiner Frau ein Spezereigeschäft.

## Politik und Funktionen
Hollenstein war Mitglied der Christlichsozialen Partei und engagierte sich lange Zeit in der Lokalpolitik. Er wurde 1899 zum Mitglied der Gemeindevertretung von Lustenau gewählt und gehörte diesem Gremium bis 1927 an. Zudem lenkte er von 1919 bis 1927 die Geschicke seiner Heimatgemeinde Lustenau als Bürgermeister. Des Weiteren war er Ortsschulratsvorsitzender von Lustenau. Nachdem Hollenstein bereits Ersatzmann der Provisorischen Landesversammlung gewesen war, kandidierte er bei der Landtagswahl 1919 für die Christlichsoziale Partei als Kandidat  des Wahlbezirkes Feldkirch und wurde in der Folge am 17. Juni 1919 als Abgeordneter angelobt. Er war während seiner Zeit als Landtagsabgeordneter Mitglied im Landwirtschaftsausschuss, Mitglied im Schulausschuss, Mitglied im Finanzausschuss und Mitglied im Subventionsausschuss und schied per 5. November 1923 wieder aus dem Landtag aus. 
Des Weiteren war Hollenstein 1892 Mitinitiator der Genossenschaftssennerei Lustenau, Gründungs- und Ehrenmitglied des Gesangsvereines Liederkranz sowie Mitglied und Ehrenmitglied der Freiwilligen Feuerwehr.

## Privates
Josef Hollenstein wurde als Sohn des Müllers Joachim Hollenstein (1815–1881) und dessen Gattin Veronika Vogel (1828–1882) geboren, wobei seine beiden Eltern in Lustenau das Licht der Welt erblickten und auch hier verstarben. Josef Hollenstein heiratete am 20. Mai 1901 in Lustenau die ebenfalls aus Lustenau stammende Maria Anna Hämmerle (1874–1941) und wurde in der Folge von 1902 bis 1914 Vater von einem Sohn und vier Töchtern.